# Mani Acili Glabrió (cònsol sufecte 154 aC)
Mani Acili Glabrió (en llatí: Manius Acilius M’. F. C. N. Glabrio) va ser un magistrat romà. Era fill del cònsol del 191 aC Mani Acili Glabrió. Formava part de la gens Manília i de la branca familiar dels Glabrió.
L'any 181 aC va ser nomenat duumvir per consagrar, gràcies a un decret del senat, el temple de la Pietat construït pel seu pare. Després va ser edil curul l'any 165 aC i va organitzar els jocs megalenses. El 154 aC va ser cònsol sufecte i va ocupar el càrrec per la mort del cònsol titular Luci Postumi Albí.